# Операция «Красный дракон»
 Операция «Кра́сный драко́н» (фр. Opération «Dragon Rouge») — операция по освобождению заложников-европейцев, предпринятая бельгийскими парашютистами в Стэнливиле в ноябре 1964 года.

## Предыстория
После обретения независимости в бывшем Бельгийском Конго остались европейцы, которые не смогли или не захотели эвакуироваться на родину. В 1964 году в стране развернулась вооружённая борьба («Восстание Симба»), при военной поддержке со стороны СССР, повстанцы практиковали зверства в отношении белых и образованных чёрных конголезцев. В августе 1964 года Стэнливиль перешёл под контроль повстанцев симба, однако когда их положение сделалось критическим — несколько сотен бельгийцев и американцев были превращены в заложников.

## Ход операции
24 ноября 1964 года батальон парашютистов захватил аэропорт Стэнливиля и подготовил плацдарм для высадки десанта с тяжёлым вооружением. Узнав о захвате аэропорта, повстанцы-симба вывели часть заложников из отеля «Виктория» и стали их убивать. До вмешательства бельгийских коммандос было убито 18 и ранено более 40 человек. За два дня 41 рейсом на самолётах были вывезены более 1800 белых европейцев и американцев и около 300 конголезцев. Вечером 27 ноября операция была завершена и бельгийские войска полностью покинули Стэнливиль, потеряв трёх человек убитыми.

## Результаты
Несмотря на высокие потери среди повстанцев и низкие среди парашютистов, полностью поставленной цели достичь не удалось: часть заложников была переведена повстанцами в другой город, так что возникла необходимость проведения новой операции — «Чёрный дракон».